# Лассила, Теему
Теему Лассила (фин. Teemu Lassila; 26 марта 1983, Хельсинки) — финский хоккеист, вратарь. Воспитанник клуба ТПС. Сын вратаря сборной Финляндии 70-80-х годов Ханну Лассилы.

## Карьера
Теему Лассила начал свою профессиональную карьеру в 2002 году в составе родного клуба СМ-Лиги ТПС, выступая до этого за его молодёжную команду. В следующем году на драфте НХЛ он был выбран в 4-м раунде под общим 117-м номером клубом «Нэшвилл Предаторз». В 2004 году Теему стал серебряным призёром чемпионата Финляндии, сыграв в том сезоне 31 матч с отличным коэффициентом надёжности 1.64. В 2005 году Лассила подписал контракт с клубом Шведской элитной серии «Юргорден». Однако те два сезона, проведённые в Швеции, не стали для Теему успешными, и в 2007 году он вернулся на Родину, заключив соглашение с клубом ХПК, с которым в 2010 году во второй раз в своей карьере выиграл серебро финского первенства.
7 мая 2011 года Лассила подписал однолетний контракт с новокузнецким «Металлургом». 12 октября того же года в матче против уфимского «Салавата Юлаева» Теему провёл свой первый «сухой» матч в КХЛ, принеся победу своему клубу со счётом 1:0. В своём дебютном сезоне в лиге Лассила сумел стать основным вратарём новокузнецкого клуба, завершив год с коэффициентом надёжности 2.14 и четырьмя «шатаутами» в 50 проведённых матчах.
1 мая 2012 года Теему покинул «Металлург» и заключил двухлетнее соглашение с астанинским «Барысом».
4 мая 2013 года перешёл в омский «Авангард», заключив контракт на 2 года. Однако после череды поражений контракт с «Авангардом» был расторгнут по обоюдному согласию без выплаты компенсации.
В декабре 2013 года перешёл в клуб Шведской хоккейной лиги «Векшё Лейкерс».

### Международная
В составе сборной Финляндии Теему Лассила принимал участие в чемпионате мира 2011 года, на котором он вместе с командой завоевал золотые награды, проведя 3 матча с коэффициентом надёжности 2.18. Также Теему регулярно призывается под знамёна сборной для участия в этапах Еврохоккейтура.

## Достижения
- Серебряный призёр молодежного третьего дивизиона Финляндии: 1999.
- Серебряный призёр молодёжной СМ-Лиги: 2002.
- Серебряный призёр чемпионата Финляндии (2): 2004, 2010.
- Чемпион Финляндии (1): 2017.
- Чемпион Словакии (1): 2018.
- Чемпион мира 2011.
- Лучший голкипер сезона во второй лиге Финляндии по проценту отраженных бросков: 2003.
- Лучший голкипер сезона в СМ-Лиге по коэффициету надежности: 2004.
- Лучший голкипер месяца в КХЛ: январь 2012.
- Лучший голкипер месяца в СМ-Лиге: ноябрь 2014.
- Лучший голкипер сезона в СМ-Лиге по проценту отраженных бросков: 2017.

## Статистика выступлений
Последнее обновление: 22 июля 2014 года
|                 |                 |                 | Регулярный сезон | Регулярный сезон | Регулярный сезон | Регулярный сезон | Регулярный сезон | Плей-офф | Плей-офф | Плей-офф | Плей-офф | Плей-офф |
| Сезон           | Команда         | Лига            | Игр              | М                | ПШ               | «0»              | КН               | Игр      | М        | ПШ       | «0»      | КН       |
| --------------- | --------------- | --------------- | ---------------- | ---------------- | ---------------- | ---------------- | ---------------- | -------- | -------- | -------- | -------- | -------- |
| 2000/01         | ТПС-U20         | Jr. A SM-Liiga  | 9                | 519              | 9                | 3                | 1.04             | 1        | 60       | 5        | 0        | 5.00     |
| 2001/02         | ТПС-U20         | Jr. A SM-Liiga  | 43               | 2577             | 77               | 5                | 1.79             | 9        | 571      | 21       | 1        | 2.21     |
| 2002/03         | Хермес          | Местис          | 21               | 1268             | 45               | 2                | 2.13             | —        | —        | —        | —        | —        |
| 2002/03         | ТПС             | СМ-Лига         | 21               | 1191             | 38               | 6                | 1.91             | 7        | 417      | 21       | 1        | 3.02     |
| 2003/04         | Эссят           | СМ-Лига         | 5                | 300              | 16               | 0                | 3.20             | —        | —        | —        | —        | —        |
| 2003/04         | ТПС             | СМ-Лига         | 19               | 1079             | 31               | 3                | 1.72             | 12       | 680      | 17       | 4        | 1.50     |
| 2004/05         | ТПС             | СМ-Лига         | 52               | 3007             | 116              | 5                | 2.31             | 6        | 357      | 16       | 0        | 2.69     |
| 2005/06         | Юргорден        | Элитная серия   | 45               | 2619             | 137              | 2                | 3.14             | —        | —        | —        | —        | —        |
| 2006/07         | Юргорден        | Элитная серия   | 35               | 2084             | 88               | 1                | 2.53             | —        | —        | —        | —        | —        |
| 2007/08         | ХПК             | СМ-Лига         | 21               | 1208             | 115              | 0                | 5.71             | —        | —        | —        | —        | —        |
| 2007/08         | ЛеКи            | Местис          | 2                | 48               | 2                | 0                | 2.50             | —        | —        | —        | —        | —        |
| 2007/08         | Киекко-Вантаа   | Местис          | 3                | 177              | 7                | 0                | 2.38             | —        | —        | —        | —        | —        |
| 2008/09         | ХПК             | СМ-Лига         | 54               | 3274             | 141              | 7                | 2.58             | 6        | 379      | 14       | 0        | 2.22     |
| 2009/10         | ХПК             | СМ-Лига         | 56               | 3360             | 139              | 5                | 2.48             | 17       | 1030     | 45       | 0        | 2.62     |
| 2010/11         | ХПК             | СМ-Лига         | 54               | 3263             | 131              | 4                | 2.41             | 2        | 117      | 7        | 0        | 3.59     |
| 2011/12         | Металлург Нк    | КХЛ             | 50               | 2827             | 101              | 4                | 2.14             | —        | —        | —        | —        | —        |
| 2012/13         | Барыс           | КХЛ             | 23               | 1174             | 53               | 2                | 2.71             | —        | —        | —        | —        | —        |
| 2013/14         | Авангард        | КХЛ             | 10               | 463              | 34               | 0                | 4.40             | —        | —        | —        | —        | —        |
| Всего в КХЛ     | Всего в КХЛ     | Всего в КХЛ     | 83               | 4464             | 188              | 6                | 2.53             | —        | —        | —        | —        | —        |
| Всего в карьере | Всего в карьере | Всего в карьере | 490              | 28801            | 1193             | 47               | 2.49             | 60       | 3611     | 146      | 6        | 2.43     |

### Международная
| Турнир  | Место | Игр | М   | ПШ | «0» | КН   |
| ------- | ----- | --- | --- | -- | --- | ---- |
| ЧМ-2011 |       | 3   | 165 | 6  | 0   | 2.18 |